# Paro Nacional de Perú de 1977
El Paro Nacional de Perú de 1977 fue el paro general sucedido el 19 de julio de 1977 convocado por diversas organizaciones sindicales, reunidas bajo el Comando Unitario de Lucha (CUL), en reacción directa contra las políticas del gobierno dictatorial de Francisco Morales Bermúdez. El paro es considerado uno de los movimientos de protesta más grandes en la historia del Perú y un punto de inflexión en la historia política del país, dado que la movilización masiva y la unidad mostrada por diversos sectores de la sociedad marcaron el inicio del fin de la dictadura.
El régimen de Morales Bermúdez, iniciado con el golpe de Estado de 1975, implementó medidas represivas como la suspensión de garantías constitucionales, estados de emergencia prolongados y toques de queda. Estas acciones también incluyeron la prohibición del derecho a huelga y una persecución intensificada contra líderes sociales y sindicales. A pesar de estas restricciones, los movimientos populares y partidos de izquierda comenzaron a organizar una resistencia más estructurada contra el régimen.
En junio de 1977, el ministro de Economía, Walter Piazza Tangüis, implementó un «paquetazo» económico que aumentó los precios de productos básicos, lo que provocó un amplio descontento social. Esto llevó a huelgas y manifestaciones de trabajadores, estudiantes y sindicatos en todo el país, con ciudades como Cusco, Puno y Arequipa experimentando enfrentamientos violentos con las fuerzas policiales y militares. El 5 de julio de 1977, el Sindicato Único de Trabajadores de la Educación del Perú (SUTEP) organizó un paro nacional con una participación casi total de los maestros.
El éxito del paro magisterial inspiró a otros movimientos sindicales a planificar un paro nacional más amplio el 19 de julio, liderado por la Confederación General de Trabajadores del Perú (CGTP) y otras organizaciones. La huelga paralizó el país y contó con el apoyo masivo de la población, a pesar de la fuerte represión gubernamental. El paro nacional tuvo un impacto significativo, demostrando el rechazo generalizado a las políticas del gobierno militar. Ante la presión social, Morales Bermúdez se vio obligado a anunciar el inicio del retorno a la democracia, convocando a elecciones para una Asamblea Constituyente en 1978 y elecciones generales en 1980.

## Fondo
El 3 de octubre de 1968 Juan Velasco Alvarado, presidente del Comando Conjunto de las Fuerzas Armadas, encabezó un golpe de Estado en contra del gobierno de Fernando Belaúnde Terry. Este golpe se produjo, entre otras razones, debido a la incapacidad de Belaúnde para implementar reformas en diversos sectores, obstaculizadas por la oposición de la coalición entre el Partido Aprista Peruano y la Unión Nacional Odriísta. La reforma agraria, la más significativa de estas reformas, fue frustrada por los intereses de la oligarquía, defendidos por la coalición opositora.
El nuevo gobierno, intitulado «Gobierno Revolucionario de la Fuerza Armada», asumió un carácter nacionalista de izquierda y reformista, promoviendo cambios profundos en la sociedad peruana. Entre sus iniciativas destacaron la promulgación de la reforma agraria de 1969, la declaración del quechua como idioma oficial a nivel nacional, el incremento de los derechos laborales, el empoderamiento de los sindicatos, además de la nacionalización de sectores estratégicos de la economía y de los servicios públicos.
A pesar de la legitimidad inicial obtenida por las reformas, el gobierno militar de Velasco enfrentó un creciente descontento tanto de los sectores sindicales de izquierda y de los sectores conservadores. El descontento popular se agravó por la crisis económica y la situación alcanzó un punto crítico con una huelga policial en febrero de 1975 que desencadenó saqueos, incendios y un descontrol social en la capital. Esta combinación de factores minó la estabilidad del gobierno de Velasco y propició que un sector del gobierno, liderado por Francisco Morales Bermúdez, diera un golpe de Estado en su contra en agosto de ese mismo año.
Motivado por la crisis económica y política, Morales Bermúdez lideró un proceso de reversión de las reformas impulsadas por Velasco. Bajo su gobierno, se promovió la privatización de sectores económicos, se implementaron políticas de flexibilización laboral y se redujeron algunos derechos laborales. Además, se favoreció una mayor apertura al capital extranjero. A pesar de estas medidas, la economía experimentó una inflación descontrolada, una profunda recesión y un alarmante aumento del desempleo. Estos factores contribuyeron significativamente al creciente descontento social, particularmente entre los sectores más vulnerables de la sociedad.

## Preludio
Tras el estallido popular en Lima de junio de 1976, el gobierno militar respondió con medidas represivas contundentes. Estas incluyeron la suspensión de las garantías constitucionales, la declaración del Estado de emergencia y la instauración de toques de queda, de forma permanente en la capital y de manera intermitente en el resto del país, que se extendieron durante casi un año. Además, se suprimió el derecho a la huelga y se intensificó la persecución y represión contra dirigentes sociales y sindicales. A pesar de las severas limitaciones impuestas por la dictadura, los movimientos populares y los partidos de izquierda se organizaron para llevar a cabo una resistencia organizada contra el gobierno.
En mayo de 1977 Luis Barúa Castañeda, uno de los principales impulsores de la nueva política económica, renunció a su cargo de ministro de Economía. Barúa se hizo conocido por su rol en la implementación de los «paquetazos», un conjunto de medidas económicas marcadas por aumentos significativos en los precios de productos básicos. Su renuncia estuvo motivada por la resistencia de sectores del gabinete a apoyar medidas más severas ante presiones de la derecha, la cada vez mayor disposición de amplios sectores impulsados por la izquierda para protestar y resistir frente a nuevas medidas de austeridad y la insistencia de los partidos políticos para la restauración de la democracia.
Walter Piazza Tangüis, ingeniero y empresario ligado a la Sociedad Nacional de Industrias, fue nombrado como sucesor de Barúa. Antes de aceptar el cargo, impuso varias condiciones, entre ellas la continuación y profundización de la política de su predecesor y la implementación de significativos recortes presupuestarios. Tras su nombramiento, se dedicó a estructurar un programa de emergencia y consiguió la aprobación del gabinete ministerial para una serie de medidas que incluyeron la reducción del gasto público y el aumento en los precios de los productos derivados del petróleo, lo cual resultó en el incremento de las tarifas de transporte.
El 10 de junio, Piazza anunció en la cadena nacional de radio y televisión un nuevo «paquetazo» económico, incluyendo una drástica reducción del gasto gubernamental para el resto del año 1977, un fuerte aumento en el precio de la gasolina y los combustibles, «minidevaluaciones» de la tasa cambiaria, incrementos de hasta un 30% en los precios de alimentos importados y locales y aumentos salariales limitados a un máximo del 15%. Estas medidas consiguieron el apoyo de los sectores empresariales, como la Confederación Nacional de Comerciantes, la Asociación de Exportadores y la Sociedad Nacional de Industrias. Mientras tanto, las reacciones y acciones públicas de los sectores sindicales no se manifestaron de manera inmediata.

## Las protestas

### Primeras manifestaciones en Lima
El «paquetazo» implementado por el gobierno fue considerado como uno de los golpes más severos contra las ya deterioradas condiciones de vida de la gran mayoría de la población. El 13 de junio, la Federación de Empleados Bancarios (vinculada al Partido Comunista Peruano - Unidad, que apoyaba al gobierno militar) ejecutó un gesto simbólico de una huelga de 90 minutos. Este acto buscaba expresar el descontento y la indignación frente a las medidas económicas que afectaban gravemente a los trabajadores y sectores populares del país. Las organizaciones sindicales no iniciaron nuevas acciones importantes de protesta, sino que convocaron asambleas para coordinar las acciones de manera centralizada.
El mismo día 13 se realizaron movilizaciones estudiantiles en varios puntos de la capital en protesta por el alza del precio de los pasajes: las juventudes apristas de la Universidad Nacional Federico Villarreal bloquearon la avenida Nicolás de Piérola y otras avenidas en el centro de la ciudad, estudiantes izquierdistas de la Universidad Nacional Mayor de San Marcos, la Universidad Nacional de Ingeniería y la Universidad Peruana Cayetano Heredia interrumpieron el tránsito entre las avenidas Venezuela y Túpac Amaru, además de manifestaciones de los estudiantes de la Universidad Inca Garcilaso de la Vega. La represión condujo a la detención de más de 100 manifestantes. El 17 y 18 de junio, cientos de estudiantes del distrito del Rímac sostuvieron enfrentamientos con las fuerzas policiales.
Ante el temor de un aumento de las protestas en Lima y su generalización en el resto del país, el ministro del Interior Luis Cisneros Vizquerra  emitió un comunicado señalando la vigencia del Estado de emergencia, así como la prohibición de cualquier forma de huelga «so pena de la rescisión automática de los contratos de trabajo de los infractores». Otras medidas incluyeron la invasión policial de locales sindicales, el aumento en la persecución y encarcelamiento de dirigentes sindicales y activistas y la publicación de falsos comunicados pretendían simular un apoyo popular a las medidas gubernamentales.

### Estallido de las protestas en el sur
Pese a la aparente calma en la capital, el 15 de junio se iniciaron las movilizaciones en los departamentos del Cusco, Puno y Arequipa. La protesta inició con fuerza en la ciudad del Cusco, con enfrentamientos de estudiantes de educación secundaria y universitaria con las fuerzas policiales en la Plaza de Armas y la avenida de la Cultura. La Dirección Regional de Educación se vio obligada a suspender las actividades escolares hasta el 25 de junio. El 16 de junio, un Frente Amplio liderado por la Federación Departamental de Trabajadores de Cusco convocó a un paro departamental de 72 horas, ante lo cual el gobierno implementó un toque de queda entre las 21:00 y las 05:00 horas. La rebelión en Cusco se extendió al resto de la región: en Sicuani, tres mil estudiantes ocuparon las oficinas del Ministerio de Agricultura y Alimentación y en Urubamba, Espinar, Quillabamba y Calca se bloquearon las principales vías.
En Puno, los estudiantes universitarios iniciaron manifestaciones que ocasionaron la ocupación de la ciudad por elementos del Ejército, además de la suspensión de las laborales escolares hasta el 30 de junio y las universitarias hasta el 5 de julio. En Arequipa, los estudiantes de educación secundaria sostuvieron enfrentamientos con la policía el 21 de junio, por lo que se tuvo que suspender sus actividades por tiempo indefinido. Al día siguiente, la Federación Departamental de Trabajadores de Arequipa convocó un paro de 48 horas, que se cumplió de manera prácticamente total: se mantuvieron cerrados los servicios comerciales y se suspendieron los servicios de ferrocarriles y el transporte interprovincial, desconectando Arequipa y todo el sur peruano.
En respuesta a la detención de Víctor Cuadros, secretario general de la Federación Nacional de Mineros y Metalúrgicos del Perú, los cinco Sindicatos de Trabajadores de la Southern Perú Cooper Corporation decretaron una huelga general el 25 de junio, misma que se extendió durante más de una semana. El 30 de junio, el gobierno decretó el toque de queda en la ciudad de Tacna entre las 21:00 y las 05:00 horas en respuesta a las marchas de los estudiantes universitarios, los pobladores de los pueblos jóvenes y las vendedoras de mercadillos. El mismo día, en Moquegua se suspendieron las labores escolares en respuesta a las movilizaciones de los estudiantes.
Las manifestaciones iniciaron en Ayacucho en los días siguientes: el 22 de junio, se informó sobre la detención de más de 50 profesores y estudiantes universitarios, cuyo número fue aumentando en los días siguientes. El 23, el gobierno implantó el toque de queda en toda la provincia de Huamanga entre las 20:00 y las 05:00 horas y la interrupción de las clases universitarias hasta el 5 de julio. En Huanta, se movilizaron estudiantes de colegio e inmediatamente se suspendieron las labores escolares. Al mismo tiempo, el Sindicato de Trabajadores Mineros y Metalúrgicos de Cerro de Pasco denunció la ocupación de su local y en otros centros mineros de la región se realizaron persecuciones y encarcelamientos de dirigentes sindicales.

### Reacciones del gobierno militar
El 24 de junio, Día del Campesino, Morales Bermúdez viajó a Cerro de Pasco y pronunció un discurso condenando a los que denominaba «conocidos vendedores de ilusiones, profesionales de la demagogia, (que) pretenden crear situaciones de conflicto a través de falsas promesas y programas de imposible realización», además de acusar a las agrupaciones de izquierda de promover la «agitación» y el «desorden» en el país.
A fines del mes, el ministro Cisneros Vizquerra reportaba que «hubo un muerto en el Cusco, un civil», que «están un poco movidos en Ayacucho» y limitaba las movilizaciones a «Arequipa, Cusco, Puno y Ayacucho». Por su parte, el ministro de Educación Otto Eléspuru Revoredo anunciaba la suspensión de los desfiles escolares por Fiestas Patrias justificándose en que no concordaban «con las medidas de austeridad» para ocultar el temor de un aumento de las manifestaciones escolares contra el gobierno. Poco después, el gobierno declaró «ilegal» la huelga minera en el sur del país.
El 3 de julio, el presidente del Comando Conjunto, Óscar Molina Pallochia, declaró que los «disturbios» en el interior del país estaban controlados en su práctica totalidad, negando que hubieran sido motivados por las medidas económicas implantadas por el gobierno y acusando una supuesta planificación de movimientos «perfectamente organizados y preparados» por su simultaneidad por parte de «elementos de la ultraizquierda».

### El paro docente del 5 de julio
Mientras tanto, el Sindicato Único de Trabajadores de la Educación del Perú (Sutep) intensificaba sus esfuerzos organizativos para llevar a cabo un paro nacional de 120 mil maestros de primaria y secundaria en todo el país el 5 de julio, una medida programada desde varios meses atrás. Ante esta situación, el Ministerio de Educación intentó contrarrestar la huelga general apelando al «sentido de responsabilidad» de los maestros y amenazando con despidos en caso de acatar el paro.
A pesar de los esfuerzos del gobierno, el paro convocado por el Sutep fue acatado casi en su totalidad a nivel nacional. Los líderes del Sutep afirmaron que la paralización fue seguida por el 90% de los maestros del país, mientras que el gobierno reconoció la existencia de un «paro nacional» de maestros. En algunas regiones, este paro estuvo acompañado por movilizaciones estudiantiles de educación secundaria. El éxito de la huelga del Sutep generó un impulso hacia la demanda de un paro general nacional.

### Renuncia del ministro Piazza
La huelga del Sutep reveló que la situación en el país seguía siendo tensa y que podría intensificarse en las semanas siguientes. El 6 de julio el ministro Piazza presentó su renuncia, sin haber cumplido ni siquiera 2 meses en el cargo. En su carta de renuncia, Piazza no comentó sobre el estallido de las protestas tras las medidas anunciadas por él, sino que la justificó al no alcanzar el apoyo de la mayoría del gabinete ministerial. En los días posteriores, diversas organizaciones políticas y sindicales calificaron la renuncia como «una conquista del pueblo» y demandaron alternativas a las medidas económicas y opciones democráticas.
Las críticas contra el gobierno se intensificaron a lo largo de los siguientes días, a quienes se fueron sumando otras organizaciones: el 10 de julio, cinco obispos de los departamentos de Cusco y Puno publicaron una carta pastoral denunciando la violenta represión contra las protestas en la región y acusando que «una minoría privilegiada descargue el peso de la crisis económica en los hombros de los sectores populares», demandando la reversión de las medidas económicas adoptadas, libertad para los detenidos e información sobre los muertos y desaparecidos.

### Reinicio de las protestas
Si bien en el norte las protestas en junio fueron escasas, la situación cambió el 12 de julio cuando en Trujillo se movilizaron los moradores de los pueblos jóvenes protestando por el incremento de pasajes en más del 50% (como había ocurrido en todo el país) y exigiendo su inmediata reducción o anulación. A pesar de la advertencia del gobierno de que «las fuerzas del orden impedirán cualquier tentativa de marcha», los manifestantes (principalmente de La Esperanza) avanzaron hacia el centro de la ciudad donde se enfrentaron a las fuerzas policiales, resultando en numerosos heridos y detenidos. Las actividades escolares se suspendieron.
Al mismo tiempo, en Huancayo se iniciaron fuertes enfrentamientos entre manifestantes y policías que se extendieron durante los día 11 y 12 de julio. El gobierno decretó un toque de queda entre las 17:00 y las 06:00 horas, mientras que el Ejército se movilizó para ocupar la ciudad. Los disturbios se extendieron por toda la ciudad, interrumpiendo las vías de comunicación y aislando prácticamente a todo el valle del Mantaro. El resultado fue de al menos 5 muertos y 36 heridos, y varios cientos de detenidos. La intensidad de las protestas en la región central llevó a la suspensión inmediata de las labores escolares y universitarias.
El gobierno militar, buscando evitar la prolongación de la agitación, dispuso la reducción de los precios del pan, la harina y los fideos. Sin embargo, el impacto fue nulo dado que llegó demasiado tarde para influir en la situación. Los miembros del gobierno atribuyeron la situación a «grupos de extremistas», atribuyéndolo nuevamente a un supuesto plan coordinado «con clara intencionalidad política, en el que se ha utilizado condenablemente al estudiantado». Molina Pallochia señaló que el gobierno había «controlado con mucha prudencia, pero con firmeza, los desórdenes producidos en algunas ciudades del país» y anunció la suspensión del desfile militar de Fiestas Patrias. El presidente de facto Morales Bermúdez se vio obligado a cancelar sus viajes al interior del país.

## El paro nacional

### La convocatoria
El éxito de la huelga magisterial del Sutep impulsó la exigencia de un paro nacional de trabajadores. Para este fin, las bases de la Confederación General de Trabajadores del Perú (CGTP) crearon el Comando Unitario de Lucha, al que se unieron gran número de sindicatos independientes, para la organización y la definición de la fecha de la huelga general. El 13 de julio se suscribió un documento, publicado al día siguiente, en el cual se manifestaban las demandas colectivas planteadas:
Las Organizaciones Sindicales abajo firmantes declaramos nuestro más firme rechazo a las medidas económicas implementadas por el Gobierno cuyo  objetivo es descargar la crisis económica en las espaldas de los trabajadores y el pueblo peruano.
El documento publicado por las organizaciones sindicales denunciaba que las medidas implementadas por el gobierno militar causaban el aumento del costo de vida, el congelamiento de sueldos, el ataque de los derechos laborales, la restricción de las negociaciones colectivas y la suspensión del derecho de huelga. Asimismo, reclamaban en contra de la intervención en las organizaciones sindicales y la persecución de líderes sindicales, acusando al gobierno de tratar de atemorizar a los trabajadores
Además, el documento demandaba el aumento general de sueldos y salarios acorde con el costo de vida, el congelamiento de precios de artículos de primera necesidad, la plena estabilidad laboral, la reposición de todos los trabajadores despedidos y la libertad de los detenidos por luchas sindicales y sociales, el respeto a las libertades democráticas, la no intervención en las empresas campesinas, la eliminación de la deuda agraria y la no intervención en las universidades. El texto finalizaba así:
Las organizaciones sindicales abajo firmantes, hacemos un llamado a todas las organizaciones independientes y bases de la CTP a unir fuerzas para llevar adelante la plataforma de lucha MEDIANTE EL PARO NACIONAL de nuestras Organizaciones Sindicales, EL DÍA 19 DE JULIO DE 1977.
El mismo 14, día de la publicación, el secretario general adjunto de la CGTP José Chávez Canales anunció la intención de entregar el documento al presidente de facto Morales Bermúdez, pero en cambio fue recibido por el ministro de Trabajo José García-Calderón Koechlin. En los días siguiente, se fueron plegando varias otros movimientos, que terminaron sumando un total de 23 organizaciones sindicales. A vísperas del paro, los partidos políticos de izquierda emitieron pronunciamientos declarándose a favor de la huelga.

### Respuesta del gobierno militar
Mientras tanto, el gobierno realizó esfuerzos para neutralizar la convocatoria al paro. El Ministerio de Educación adelantó las vacaciones escolares una semana, comenzando el 18 de julio (el día antes del paro), para evitar la participación de maestros y estudiantes. El Ministerio de Industria y Turismo convocó a las Federaciones de las Comunidades Industriales, ofreciendo apoyo para su II Congreso Nacional, postergado por las autoridades numerosas veces. Los periódicos limeños anunciaron además que la Federación de Trabajadores de Centromin Perú (vinculada al Partido Comunista del Perú - Patria Roja) y la Federación de Pescadores del Perú no acatarían el paro.
En la víspera del paro, el semanario derechista El Tiempo anunció: «Mañana es el martes rojo». La Crónica, periódico del gobierno, afirmó: «Seudo izquierda al servicio de la derecha». Ese día, la agencia gubernamental EsiPerú publicó que el ministro del Interior Luis Cisneros Vizquerra «afirmó que hay responsables directos de la situación creada [...] [como los] grupos de ultraizquierda y de ultraderecha, y como responsables indirectos –entre otros– a la prensa privada y a la prensa socializada». Vizquerra además anunció en un mensaje emitido por radio y televisión:
[A]dvierto a los organizadores del paro anunciado para el día de mañana martes 19, que el gobierno los hará responsables directos de lo que pudiera ocurrir [...] El Ministerio del Interior tomará todas las previsiones y realizará todas las acciones que sean necesarias para contrarrestar la realización del paro [...]

### El paro en Lima y Callao
A las primeras horas del 19 de julio, la capital y el primer puerto del país se encontraban prácticamente paralizados, los centros laborales cerrados y las calles bloqueadas. Las pocas unidades de transporte público que circulaban desaparecieron hacia las 8 de la mañana. Las principales vías periféricas de la ciudad como la avenida Túpac Amaru (entre Carabayllo y Rímac), la Panamericana Norte (entre San Martín de Porres y Puente Piedra), la carretera Callao-Ventanilla (hoy avenida Néstor Gambetta), la Carretera Central (entre Vitarte y Chosica) y la avenida Pachacútec (Villa María del Triunfo). Entre las avenidas Argentina, Colonial y Venezuela, la zona industrial, se formaron piquetes de huelga formados por destacamentos obreros y otros grupos organizados. Mercados, colegios, universidades y centros laborales en toda Lima suspendieron sus actividades. De manera muy restringida, algunas tiendas pequeñas brindaron atención. 
Por el lado gubernamental, las tanquetas del Ejército se ubicaron en puntos estratégicos de la ciudad, para detener a los grandes contingentes en su avance hacia el centro de Lima o su concentración en la plaza Dos de Mayo. En el Callao y sus alrededores, el patrullaje estuvo a cargo de los infantes de Marina. En la avenida Zarumilla (San Martín de Porres), grandes grupos de personas desafiaron las barreras policiales y en varias ocasiones intentaron avanzar hacia el Cercado. 
Al mediodía, en Comas, infantes de Marina ametrallaron a los manifestantes concentrados en la avenida Túpac Amaru cruce con la avenida Víctor A. Belaunde, resultando seis personas muertas (Julio Laynes, Flor Arcaje, Fluira Pardavé, Jorge Jáuregui, Zenobio Pastrana y Juan Flores) y muchas más heridas. En el mismo sitio, un ómnibus militar embistió contra las personas reunidas allí. Por estos sucesos, un cementerio ubicado a unas cuadras del lugar de los hechos, tiene por nombre "Mártires 19 de julio".

### El paro en el interior del país
El paro fue acatado con igual contundencia en el resto del país. Las ciudades donde habían sucedido manifestaciones en las semanas previas, como Cusco, Puno, Tacna, Moquegua, Arequipa, Huamanga, Huancavelica y Huancayo, volvieron a paralizarse por completo. Además, ciudades como Tumbes, Piura, Chiclayo, Trujillo, Chimbote, Cajamarca e Iquitos también se sumaron al paro. En la mayoría de estas localidades, se llevaron a cabo manifestaciones callejeras significativas y la casi total paralización del transporte urbano, con protestas de estudiantes universitarios, maestros, empleados bancarios y residentes de los barrios más humildes.
La huelga fue particularmente fuerte en los centros de gran y mediana minería en diferentes partes del país y contó con el apoyo de diversos sectores, incluyendo a parte del campesinado. También participaron activamente militantes y activistas, en su mayoría jóvenes, de casi todas las organizaciones de izquierda. En varios casos, los paros adquirieron una dimensión verdaderamente departamental. La carretera Panamericana, que recorre todo el litoral peruano, y las carreteras troncales que conectan la costa con la sierra y gran parte de la selva, se vieron afectadas.

## Consecuencias
El paro del 19 de julio es considerado como el punto de quiebre en la historia del movimiento laboral peruano: por primera vez se consiguió la paralización de prácticamente todos los trabajadores sindicalizados y la protesta de una gran parte de los sectores pobres del país. Asimismo, se comenzaron a organizar las primeras organizaciones defensoras de los derechos humanos a consecuencia de la represión gubernamental. Por lo menos dieciséis personas murieron el día del paro. El 21 de julio, el gobierno decretó la autorización de todas las empresas públicas y privadas para despedir a quienes no hubieran asistido a su centro de laborales el día del paro. En las siguientes semanas, resultaron despedidos entre 3500 y 5000 trabajadores. A lo largo de 1977 y 1978, continuaron múltiples huelgas y paros convocados por organizaciones sindicales locales con la subsiguiente movilización de alrededor de 1.4 millones de trabajadores.
Días después del paro, el 28 de julio, Morales Bermúdez anunció el inicio del fin de la dictadura militar: la convocatoria a elecciones para la conformación de una asamblea constituyente para la redacción de una nueva Constitución, convocatoria que se materializó mediante Decreto Ley N.° 21949 del 4 de octubre de 1977. Varios de los líderes sindicales y de izquierda perseguidos y deportados durante el régimen como Genaro Ledesma, Hugo Blanco y Ricardo Napurí resultaron electos como constituyentes. La democracia en el Perú se reestablecería completamente tras las elecciones generales de 1980, donde resultó electo como presidente Fernando Belaúnde Terry.